# Пекари (Ленчицький повіт)
Пекари (пол. Piekary) — село в Польщі, у гміні Пйонтек Ленчицького повіту Лодзинського воєводства.
Населення — 157 осіб (2011).
У 1975-1998 роках село належало до Плоцького воєводства.

## Демографія
Демографічна структура станом на 31 березня 2011 року:
|          | Загалом | Допрацездатний вік | Працездатний вік | Постпрацездатний вік |
| -------- | ------- | ------------------ | ---------------- | -------------------- |
| Чоловіки | 71      | 4                  | 62               | 5                    |
| Жінки    | 86      | 15                 | 48               | 23                   |
| Разом    | 157     | 19                 | 110              | 28                   |